# 雄烯三醇
雄烯三醇（缩写AET，或称为雄甾-5-烯-3β,7β,17β-三醇，androst-5-ene-3β,7β,17β-triol，βAET），分子式C19H30O3，是一种雄烷衍生物，是脱氢表雄酮（DHEA）在腎上腺的代谢产物，性质上与DHEA、雄烯二醇类似 。